# جاكوب تانر
جاكوب تانر (بالنرويجية البوكمول: Jacob Tanner)‏ هو كاتب نرويجي، ولد في 15 أكتوبر 1865، وتوفي في 25 يناير 1964.